# Кейта, Сейду (фотограф)
Сейду́ Кейта́ (фр. Seydou Keïta 1921, Бамако, Французский Судан — 22 ноября 2001, Париж) — малийский фотограф-самоучка, получивший всемирную известность в 1990-х годах.

## Биография
Сейду Кейта родился в 1921 году в Бамако, в то время столице Французского Судана, в семье мебельщика. Точная дата его рождения неизвестна. Сейду увлекся фотографией в 1935 году, когда его дядя подарил ему камеру Кодак Брауни Флеш, привезенную из Сенегала, и вначале был фотографом-любителем, совмещая своё хобби с профессией мебельщика. Его снимки друзей, родственников и соседей имели большой успех, и в 1948 году он открывает свою фотостудию в Бамако. Через некоторое время он становится самым востребованным фотографом в городе, а его фотографии приобретают известность во всей Западной Африке.
Сейду Кейта специализировался на портретной съемке; среди его работ есть как одиночные, так и групповые и семейные фото жителей Бамако самого разного возраста и принадлежащих к разным социальным слоям. Сейду никогда не искал моделей специально, фотографируя лишь тех, кто сам приходил к нему в студию. Большая часть фотографий сделана при естественном освещении, при этом Сейду Кейта в целях экономии всегда делал всего один снимок. В основном Кейта пользовался крупноформатной камерой с размером кадра 13х18, позволявшей ему делать качественные отпечатки без фотоувеличителя. Он тщательно сохранял все сделанные негативы, которых в его архиве скопилось более 10 000.
До своей старости фотограф никогда не покидал родного города; считается, что он был совершенно незнаком с творчеством европейских фотографов своего времени. Тем не менее, его фото отличаются высоким профессионализмом, уважением к персонажу и умением отразить его индивидуальность.
С начала 1960-х годов Сейду Кейта стал работать на официальные правительственные организации, и вскоре закрыл свою студию, однако продолжал снимать вплоть до 1977 года, когда цветная фотография стала вытеснять черно-белую. «Я прекратил фотографировать, когда все вокруг захватил цвет. Многим это нравится, а всю работу выполняют машины. Сейчас многие называют себя фотографами, хотя ничего в этом не понимают».
В 1990 году работы Сейду Кейта заинтересовали французского искусствоведа Андре Манина. С этого времени начался этап всемирной известности фотографа. В 1990-х и 2000-х годах его выставки прошли во Франции, Испании, Италии, Японии, США, Фотографии Сейду Кейта экспонировались в Музее Соломона Гуггенхайма в Нью-Йорке, в Музее современного искусства Сан-Франциско, Национальной галерее современного искусства в Риме и других известных музеях и галереях мира. Умер Сейду Кейта в 2001 году в Париже.
В 2013 году выставка из 150 работ Сейду Кейта была представлена в московском Мультимедиа Арт Музее.